# Obwód Warna
Obwód Warna (bułg. Област Варна) – jedna z 28 jednostek administracyjnych Bułgarii, położona we wschodniej części kraju, nad Morzem Czarnym. Graniczy z obwodami: Dobricz, Szumen i Burgas.

## Skład etniczny
W obwodzie żyje 462 013	osób, z tego 393 884 Bułgarów (85,25%), 37 502 Turków (8,11%), 15 462 Romów (3,34%), oraz 15 165 osób innej narodowości (3,28%).